# Gmina Gostimë
Gmina Gostimë (alb. Komuna Gostimë) – gmina  położona w środkowej części Albanii. Administracyjnie należy do okręgu Elbasan w obwodzie Elbasan. W 2011 roku populacja gminy wynosiła 8116 w tym 4109 kobiety oraz 4007 mężczyzn, z czego Albańczycy stanowili 88,81% mieszkańców.
W skład gminy wchodzi siedem miejscowości: Çartallozi, Gostima, Gjyrali, Malaseji, Shtepanji, Shtërmeni, Shushica.